# Facteur cinétique
Dans le domaine de la chimie, un facteur cinétique désigne un paramètre physique capable d'influencer la vitesse d'une transformation chimique.
En conséquence, un facteur cinétique modifie la durée d’évolution d’un système chimique.
Plusieurs facteurs cinétiques peuvent être envisagés comme la température, la pression et la concentration des réactifs. Cependant, un facteur cinétique n'a pas systématiquement une influence sur une transformation chimique quelconque.
Un catalyseur n'intervenant pas dans l'équation de la réaction peut également être utilisé pour accélérer certaines réactions.

## Cinétique d'une transformation chimique
Le recours aux facteurs cinétiques s'inscrit dans le cadre de la cinétique chimique, c'est-à-dire l’étude de l’évolution temporelle des systèmes chimiques.

### Influence d'un facteur cinétique
Lors d’une transformation chimique, le passage de l’état initial (contenant les réactifs) à l’état final (contenant les produits) nécessite une durée plus ou moins longue.
Selon son influence, un facteur cinétique permet d'atteindre plus rapidement ou plus lentement l'état final du système chimique.

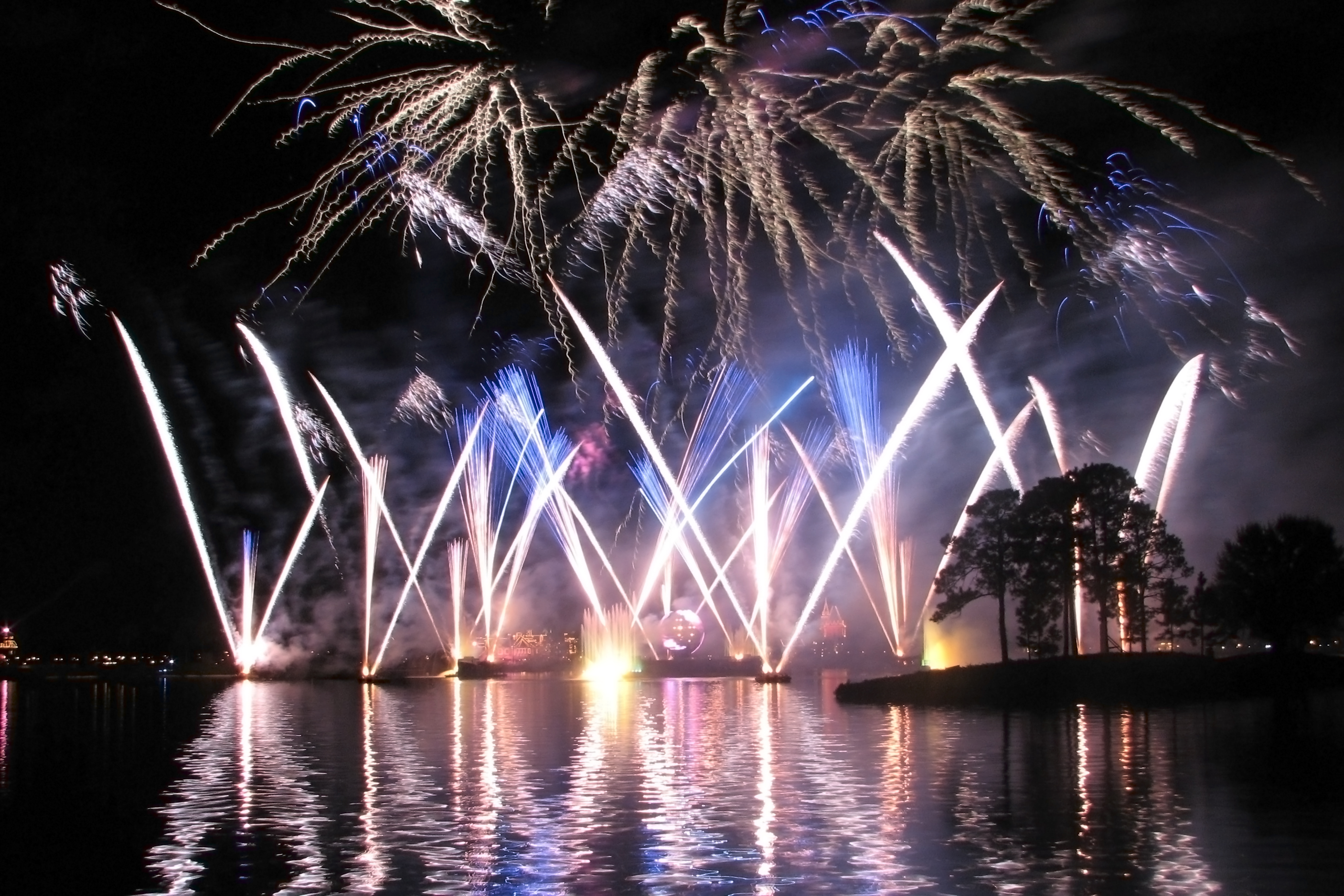
Un feu d'artifice est le résultat d'une transformation chimique explosive donc intrinsèquement rapide.

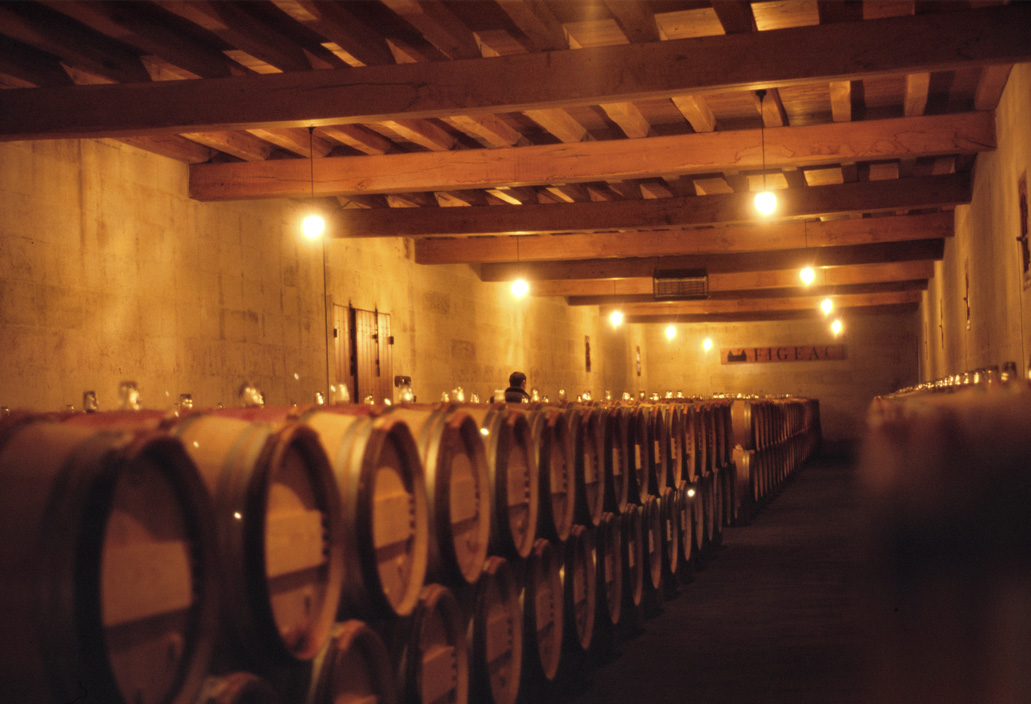
Les caves à vin apportent les conditions physico-chimiques optimales pour leur vieillissement.

En cinétique chimique, il est fréquent de distinguer :
- les transformations « quasi-instantanées » ou « rapides » (durant moins d'une seconde) ;
- les transformations « lentes » (durant entre quelques secondes et quelques heures) ;
- les transformations « extrêmement lentes » (comme la formation de la rouille ou du vert-de-gris correspondant aux oxydations respectives du fer et du cuivre en milieu humide, les réactions de dégradation des aliments ou de vieillissement des vins) ;
- les transformations « infiniment lentes » (si lentes que le système n’évolue pas) : un tel système est dit cinétiquement inerte.

Un facteur cinétique peut alors rendre rapide une transformation lente ou inversement.
À titre d'illustration, dans le cas de la réaction d'estérification entre l'acide acétique et l'éthanol produisant de l'acétate d'éthyle et de l'eau, l'augmentation de température du milieu réactionnel permet de passer d'une transformation extrêmement lente (368 jours soit environ un an) à une transformation lente (150 heures soit un peu plus de 6 jours) d'après les expériences historiques des chimistes français Berthelot et Péan de Saint-Gilles.

### Cas de l'utilisation d'un catalyseur
Un catalyseur est une substance qui augmente la vitesse d’une réaction chimique sans en modifier le bilan.
Il est extrêmement courant de considérer un catalyseur comme un facteur cinétique. Malheureusement, cela n'est pas rigoureusement correct pour deux raisons qui tiennent à sa définition :
- un catalyseur est une espèce chimique ajoutée au système et non un paramètre physique ;
- un catalyseur n'influence qu'à la hausse la vitesse de réaction alors qu'un facteur cinétique peut influencer à la hausse comme à la baisse cette vitesse de réaction.

Par ailleurs, les programmes d'enseignement de la chimie demandent de ne pas entretenir cette confusion.
En effet, « un catalyseur n'est pas un facteur cinétique car, contrairement aux facteurs cinétiques qui agissent sur la probabilité de chocs efficaces entre entités réactives, le catalyseur modifie le mécanisme réactionnel en remplaçant la réaction globale lente par une succession de réactions plus rapides ».

## Contributions historiques

### Contexte
C'est à partir de la deuxième moitié du XIXe siècle que les chimistes s'intéressent aux facteurs cinétiques. Toutefois, cette notion n'est pas encore bien définie à cette époque car il s'agit des débuts de l'étude expérimentale de la cinétique chimique.
Ces démarches expérimentales aboutiront aux premières théories formalisées par le chimiste néerlandais van 't Hoff puis le chimiste suédois Arrhenius concernant les facteurs cinétiques : température et concentration des réactifs.
Des études plus particulières mettront en évidence l'existence d'autres facteurs cinétiques au cours du XXe siècle.
Il en découlera des applications industrielles qui permettront de perfectionner les procédés de synthèse employés par différentes industries chimiques.
L'exemple le plus connu est celui du procédé Haber (mis au point en 1909 par le chimiste allemand Haber). C'est un procédé chimique permettant la synthèse, en phase gazeuse, de l'ammoniac NH3 à partir du diazote N2 atmosphérique et du dihydrogène H2. Plus précisément, on parle du procédé Haber-Bosch (développé en 1913 par l'ingénieur et chimiste allemand Bosch à la tête d'une équipe de recherche de la société BASF) car il a fallu adapter la stratégie afin de surmonter certains problèmes techniques.

### Travaux et apports des scientifiques aux fondements de la cinétique chimique
Différents scientifiques ont contribué à l'émergence de la notion de facteur cinétique dans le cadre de leurs recherches expérimentales et théoriques.
Dans le cadre de nombreuses observations expérimentales, le chimiste suédois Arrhenius démontre l’influence de la température et de la concentration des espèces activées sur la vitesse d’une réaction.
Il découvre alors une loi empirique, qui porte désormais son nom, mettant ainsi en évidence la variation de la vitesse des réactions chimiques avec la température. Cette loi d'Arrhenius a été publiée en 1889 dans son article intitulé « On the reaction velocity of the inversion of cane sugar by acids ».
Ses travaux lui ont permis d'être le lauréat du prix Nobel de chimie en 1903.
En 1862-1863, les travaux des chimistes français Berthelot et Péan de Saint-Gilles sont essentiels puisqu’ils aboutissent à l'émergence des notions d’équilibre chimique et de vitesse de réaction. Beaucoup de chimistes de l'époque s'intéressent à leurs découvertes.
Leurs recherches concernent la réaction d’éthérification entre un alcool et un acide organique qui donne un ester et de l’eau. Ils découvrent que cette réaction lente cesse avant que la totalité des réactifs employés ne soit combinée en produits ; il existe donc une limite à son avancement. Ils mettent également en évidence que cette limite est indépendante de la température et de la pression mais elle peut être atteinte après un temps plus ou moins long selon la température. L'influence de ce facteur cinétique est alors clairement démontrée. Les quantités initiales d'acide et d'alcool ont aussi une influence sur la vitesse de réaction et sur le rendement qui sont plus élevés par excès d’une ou l’autre substance initiale.
Le chimiste néerlandais van 't Hoff a aussi grandement contribué à définir les bases de la cinétique chimique. En effet, dès 1884, il publie Études de dynamique chimique qui résume le résultat de ses recherches incluant, entre autres, l'influence de la température sur la vitesse de réaction. Ses travaux seront récompensés par l'obtention du tout premier prix Nobel de chimie en 1901.
Durant cette période, d'autres chimistes, moins connus dans le monde scientifique, vont également s’intéresser à l’évolution temporelle des transformations chimiques. Sans être exhaustif, on peut honorer les travaux : du chimiste français Sainte-Claire Deville, du chimiste allemand Wilhelmy et du chimiste britannique Harcourt (en) associé à son compatriote mathématicien Esson (en).

## Différents facteurs cinétiques

### Température
Historiquement, la température du milieu réactionnel a été le premier facteur cinétique envisagé et précisément étudié.
C'est encore, de nos jours, le facteur cinétique le plus souvent utilisé pour modifier la durée d’une transformation.
En général, plus la température du milieu réactionnel est élevée, plus la durée de la transformation est courte et par conséquent plus la réaction est accélérée.
Une élévation de température du milieu trouve son application lorsque l’on veut accélérer ou parfois déclencher une transformation lente voire cinétiquement inerte.

#### Applications courantes
De nombreuses synthèses industrielles étant très lentes à température ambiante, une température élevée est nécessaire pour accélérer la réaction et ainsi répondre aux objectifs de rentabilité imposés par le monde de l’industrie.
Citons, comme exemples, les synthèses de l’ammoniac NH3, du trioxyde de soufre SO3 et d’un grand nombre de composés organiques qui sont réalisées à haute température.

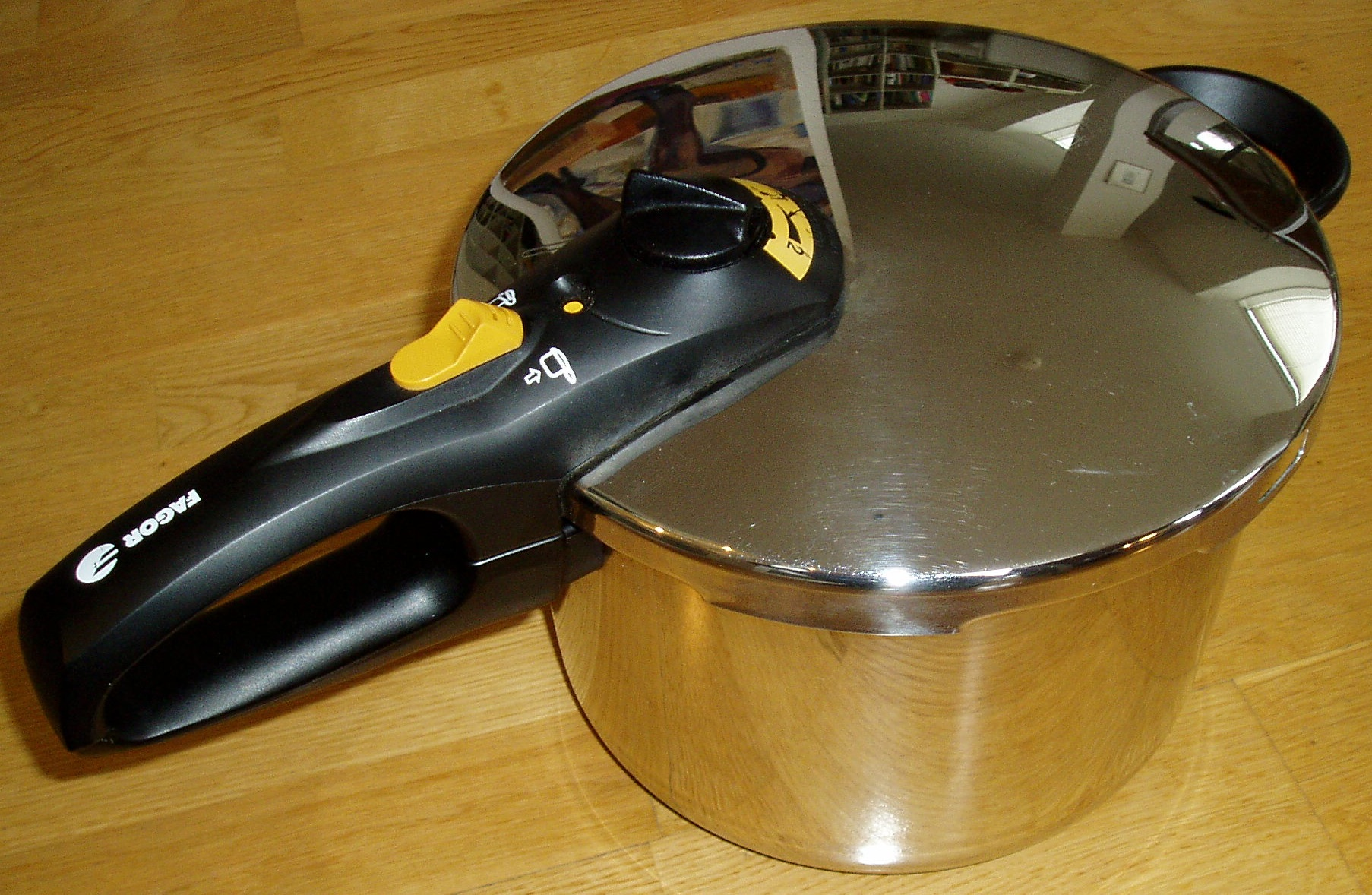
Un autocuiseur permet d'accélérer la cuisson des aliments (la température d'ébullition de l'eau est supérieure à à la suite de la surpression imposée).

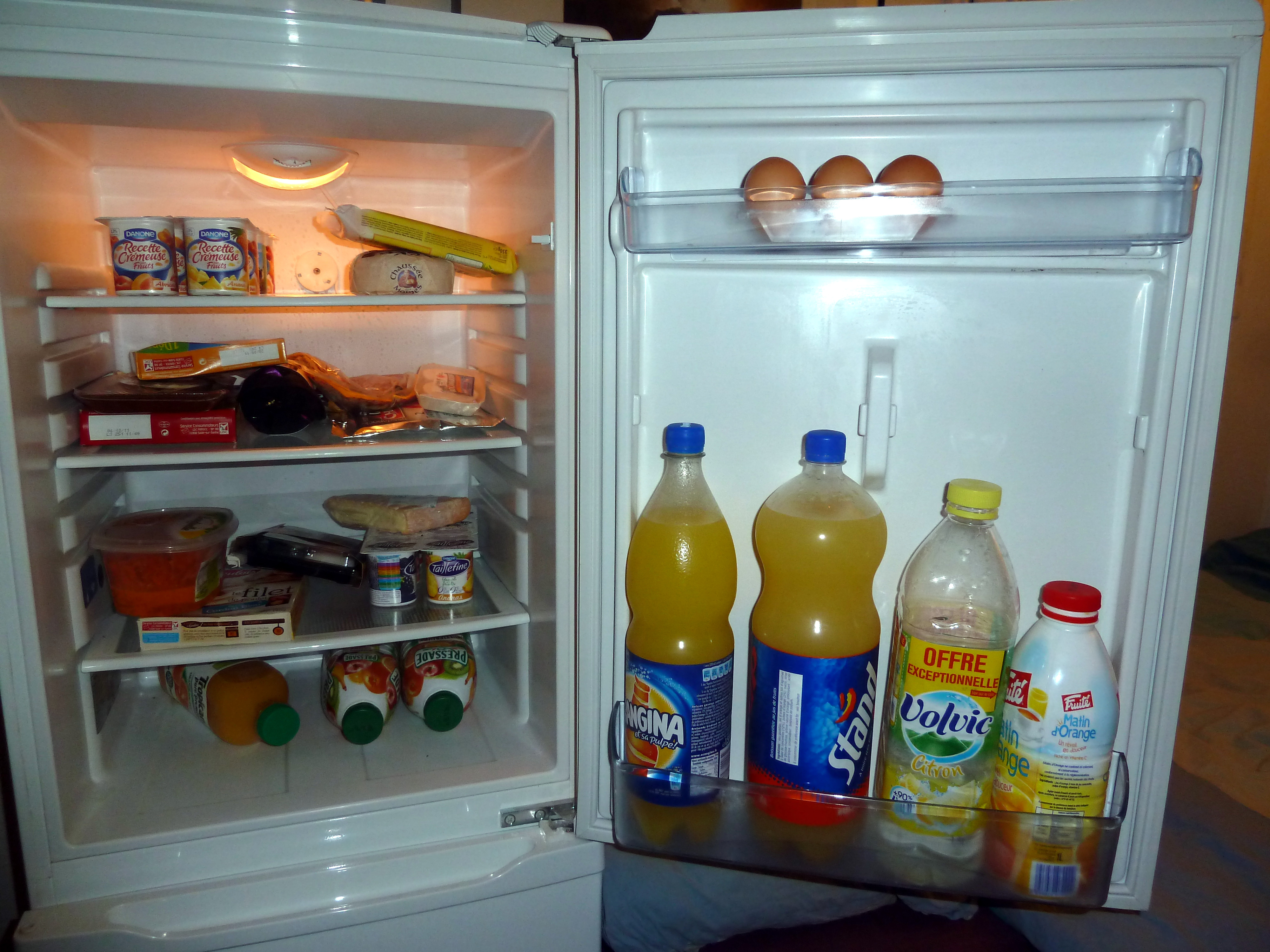
Un réfrigérateur permet de conserver plus longtemps les aliments en ralentissant leur dégradation.

Concrètement, dans les fours industriels, il y a accélération des transformations par chauffage. Il en est de même dans les autocuiseurs où les transformations chimiques liées à la cuisson sont également accélérées.
Dans les laboratoires de chimie, l'augmentation de température du milieu réactionnel est souvent réalisée en utilisant un chauffage à reflux. Les réactifs sont introduits dans un ballon chauffé et surmonté d'un réfrigérant à eau liquéfiant les vapeurs issues du ballon et évitant ainsi la perte de réactifs.
La diminution de température est également exploitée. On obtient alors l'effet inverse. Les transformations chimiques, le plus souvent, indésirables, sont plus ou moins ralenties. Leur durée peut être considérablement allongée.
Une application quotidienne consiste en la conservation des aliments au réfrigérateur (environ 4 °C) ou au congélateur (environ −18 °C). Cela permet un ralentissement voire un blocage de l'activité bactérienne induisant ainsi un ralentissement des différentes réactions chimiques de dégradation.
Dès lors, on évite ces réactions indésirables qui, associées au développement bactérien, sont à l'origine de l'altération du goût et de la qualité des aliments favorisant alors la synthèse de toxines dangereuses pour la santé.
Une variante du recours au facteur cinétique « température » consiste en un refroidissement brutal (appelé trempe) pour bloquer l'évolution chimique d'un milieu à un état d'avancement déterminé. Cette technique tire son origine de la trempe réalisée par les forgerons lors du chauffage intense de pièces métalliques.

#### Éléments théoriques
L'augmentation de la température du système provoque une augmentation de l'agitation thermique c'est-à-dire une augmentation de la vitesse des molécules. En conséquence, la fréquence des chocs et ainsi la probabilité de chocs efficaces est améliorée et la réaction s’effectue beaucoup plus rapidement. L'influence de la température est décrite par la loi d'Arrhenius.
Plus précisément, réaliser une transformation à une plus haute température apporte davantage d'énergie thermique au système. Cette énergie apportée aux espèces réactives leur permet d'atteindre l'énergie nécessaire, appelée énergie d'activation, pour rompre certaines liaisons et en former de nouvelles afin d'obtenir les produits à partir des réactifs.
D'ailleurs, l'énergie d'activation est l'un des paramètres intervenant dans la loi d'Arrhenius.
Ainsi, bien que la fréquence des chocs augmente à une température plus élevée, c'est en réalité l'augmentation de la proportion de chocs efficaces (parmi tous les chocs envisagés) qui est à l'origine de l'accélération de la réaction.
Cela revient à dire qu'une proportion plus importante d'espèces réactives possède une énergie supérieure à l'énergie d'activation. Cette théorie est développée dans le cadre de la loi de distribution des vitesses de Maxwell–Boltzmann.
Certains ouvrages de cinétique chimique proposent une règle phénoménologique indiquant que la vitesse de réaction double pour chaque incrément de dix degrés Celsius. Cette règle est bien trop simpliste pour être applicable à toute la cinétique chimique.
Il s'agit, en réalité, d'une extrapolation hasardeuse du cas spécifique des réactions concernant les systèmes biologiques. Dans ce domaine, le coefficient de température Q10 (en) vaut souvent une valeur proche de 2,0, d'où la règle énoncée.
Indiquons toutefois des situations où l'augmentation de température ne provoque pas nécessairement une accélération de la réaction. Ainsi, les réactions enzymatiques sont réputées posséder un pic d'efficacité pour un domaine de température très restreint. Une augmentation de température qui conduirait à se placer en dehors de ce domaine annihilerait l'action de l'enzyme.
Il existe, en outre, des réactions dont la vitesse est indépendante de la température. On parle parfois de « réactions non-Arrhenius ».
Enfin, les réactions sans barrière d'activation (pour lesquelles une énergie d'activation ne peut pas être définie) constituent un cas à part puisque leur vitesse diminue lorsque la température augmente. Il s'agit de « réactions anti-Arrhenius ». Dans ce dernier cas, on peut citer les réactions radicalaires qui constituent un exemple bien connu des chimistes.

### Concentration des réactifs
La vitesse de réaction augmente avec la concentration des réactifs. Une augmentation de la concentration des réactifs induit donc une probabilité de chocs efficaces plus élevée. On retrouve un fait similaire à l'augmentation de température.
Un exemple simple à considérer est celui des combustions qui sont bien plus rapides (et donc plus vives) dans le dioxygène O2 pur que dans l'air contenant environ 21 % seulement de ce gaz nécessaire à la combustion.
En général, la vitesse de réaction diminue avec l'avancement de la transformation chimique.
En effet, lorsque la transformation progresse, les réactifs sont consommés et leur concentration diminue. Cela correspond effectivement à un facteur cinétique qui ralentit la réaction.
Du fait de leur particularité, les réactions autocatalysées n'obéissent pas à ce principe.
Dans certaines situations expérimentales où les mélanges ne sont pas stœchiométriques, augmenter la concentration du réactif limitant ne rend pas forcément la réaction plus rapide car la probabilité de chocs efficaces augmente mais il y a davantage de produit(s) à former ce qui peut annuler le gain temporel espéré.
Comme pour la température, une diminution de la concentration des réactifs implique un ralentissement de la réaction.
Dans le cadre du laboratoire, comme dans le cadre culinaire, on peut cumuler l'action de deux facteurs cinétiques lorsqu'on ajoute de l'eau froide (ou même glacée) pour stopper une transformation chimique ou une cuisson.

### Choix du solvant
Le choix du solvant peut, dans certains cas, avoir une influence sur la vitesse de réaction, en particulier dans le cas des réactions en solution aqueuse. Le concept de force ionique du solvant entre alors en jeu.
Ainsi, le solvant choisi est susceptible de dissoudre des quantités variables de solutés ioniques dont la concentration est un facteur cinétique important.
On peut aussi envisager le cas de solvants permettant d'améliorer la dissolution de solutés moléculaires. Les solvants apolaires sont alors souvent privilégiés.
En outre, même si le solvant ne participe pas à la réaction, il peut interagir avec les réactifs en mettant en œuvre sa polarisabilité. Des interactions de van der Waals et des liaisons hydrogène peuvent aussi favoriser certains réactifs et ainsi accélérer la réaction.
En chimie organique, le choix du solvant permet d'orienter le système réactionnel vers une réaction de substitution nucléophile ou vers une réaction d'élimination.

### Pression
En tant que facteur cinétique, la pression n'a réellement une influence que lors de réactions en phase gazeuse, les phases condensées étant peu sensibles aux différences de pression.
À l'instar de la température et de la concentration des réactifs, augmenter la pression (en phase gazeuse) augmente la probabilité de chocs efficaces et ainsi provoque une augmentation de la vitesse de réaction.
Dans le cadre de considérations thermodynamiques, cette influence est liée au fait que l'augmentation de la pression partielle d'un gaz augmente son activité le rendant ainsi plus réactif.
Seules les très hautes pressions peuvent affecter les réactions concernant les solides comme c'est le cas pour les réactifs placés dans les cellules à enclumes de diamant.

### Intensité lumineuse
L'intensité lumineuse ou le choix de radiations issues d'un domaine électromagnétique particulier (le domaine ultraviolet par exemple) peut constituer un facteur cinétique efficace dans le cas des réactions photochimiques.
En effet, augmenter l'intensité lumineuse ou utiliser un rayonnement de fréquence plus élevée (conformément à la relation de Planck-Einstein) apporte davantage d'énergie lumineuse au système qui pourra la mettre à profit pour augmenter l'énergie des réactifs et ainsi accélérer une réaction photochimique.
Dans certains cas plus complexes, l'énergie lumineuse est indispensable au déroulement de la réaction car le système doit atteindre un état excité pour pourvoir évoluer. Des intermédiaires réactionnels, de durée de vie très courte à l'échelle de la réaction, peuvent être générés.
On peut présenter l'exemple de la réaction (de mécanisme radicalaire) entre le méthane CH4 et le dichlore Cl2 produisant des composés de la famille des chlorométhanes. Cette réaction, très lente dans l'obscurité, est accélérée en lumière ambiante et peut devenir explosive (donc très rapide) sous exposition directe à des rayons solaires intenses.

### État physique des réactifs
L'état physique des réactifs (solide, liquide ou gazeux) peut constituer un facteur cinétique déterminant dans certaines situations.
Lorsque les réactifs sont dans la même phase, en solution aqueuse par exemple, l'agitation thermique favorise le contact entre ces réactifs et augmente la vitesse de réaction par rapport à une situation où ils se trouvent dans des phases différentes. Dans ce dernier cas, la réaction se limite à l'interface (solide-liquide le plus souvent) entre les réactifs.

### Autres facteurs cinétiques
D'autres facteurs cinétiques peuvent être envisagés. Néanmoins, ils peuvent ne concerner que quelques situations expérimentales particulières.
Dans le cas de systèmes hétérogènes, la surface (ou l'aire) de contact exposée par les réactifs peut être assimilée à un facteur cinétique. On peut considérer des interfaces solide-liquide, solide-gaz ou liquide-gaz.
L'état de division d'un solide peut intervenir : un solide poreux ou à l'état divisé (en poudre) réagit, en général plus rapidement (avec une solution par exemple) qu'un plaque ou une tige du même matériau.
Ainsi, le fer en poudre réagit plus rapidement avec l'acide chlorhydrique qu'une quantité égale de fer sous forme de clou.
Précisons que l'utilisation de mélanges intimes des réactifs permet ainsi de favoriser (et donc d'accélérer) les combustions et réactions d'oxydoréduction mettant en jeu les solides. C'est le cas de la réduction de l'oxyde de cuivre CuO par le carbone C.
Certains auteurs considèrent l'agitation comme un facteur cinétique.
L'agitation permet de favoriser la mise en contact des réactifs et peut donc accélérer une réaction.
Cependant, s'il s'agit d'une réaction entre un liquide et un gaz, une agitation vigoureuse revient à augmenter la surface de contact entre les réactifs. On exploite donc indirectement un autre facteur cinétique.
On invoque parfois la considérable augmentation de la surface spécifique des réactifs dans les réactions mettant en jeu des nanoparticules pour justifier leur efficacité sur le plan cinétique. En réalité, le changement d'échelle impose de prendre en compte des considérations bien plus complexes.

## Sources
- Alain Dumon et Françoise Lapendry (directeur de publication : Jean-Charles Jacquemin), « De la composition des systèmes chimiques à l’émergence de la variable avancement : L’évolution temporelle des systèmes chimiques », Bulletin de l'union des physiciens (BUP), Paris, Union des professeurs de physique et de chimie (UdPPC), no 901,‎ 2008 (102e année), p. 262 (ISSN 1770-1368, lire en ligne)

- Marcellin Berthelot et Léon Péan de Saint-Gilles, « Essai d’une théorie sur la formation des éthers », Annales de chimie, Paris, Gallica, 3e série, vol. 66,‎ 1862, p. 110-128 Article consultable en version numérique à la Bibliothèque Nationale de France.